# فرودگاه محلی پلستون
فرودگاه محلی پلستون (به انگلیسی: Pellston Regional Airport) یک فرودگاه همگانی مسافربری با کد یاتا PLN است که یک باند فرود آسفالت دارد و طول باند آن ۱۶۴۴ متر است. این فرودگاه در کشور ایالات متحده آمریکا قرار دارد و در ارتفاع ۲۱۹ متری از سطح دریا واقع شده است.

## شرکت‌های هواپیمایی و مقصدهای پروازی
| شرکت‌های هواپیمایی | مقصدهای پروازی                 |
| ----------------- | ------------------------------ |
| دلتا کانکشن       | متروپولیتن شهرستان وین دیترویت |

### Statistics
| Carrier  | Passengers (arriving and departing) |
| -------- | ----------------------------------- |
| اسکای‌وست | ۵۱,۳۲۰(100%)                        |

| Rank | Airport                        | Passengers | Airline |
| ---- | ------------------------------ | ---------- | ------- |
| 1    | متروپولیتن شهرستان وین دیترویت | 22,570     | Delta   |
| 2    | مینیاپولیس−سنت پل              | 2,430      | Delta   |

فدکس اکسپرس is operated at the field by سی‌اس‌ای ایر.